# 89739 Рампацці
89739 Рампацці (89739 Rampazzi) — астероїд головного поясу, відкритий 9 січня 2002 року.
Тіссеранів параметр щодо Юпітера — 3,380.